# Cereus

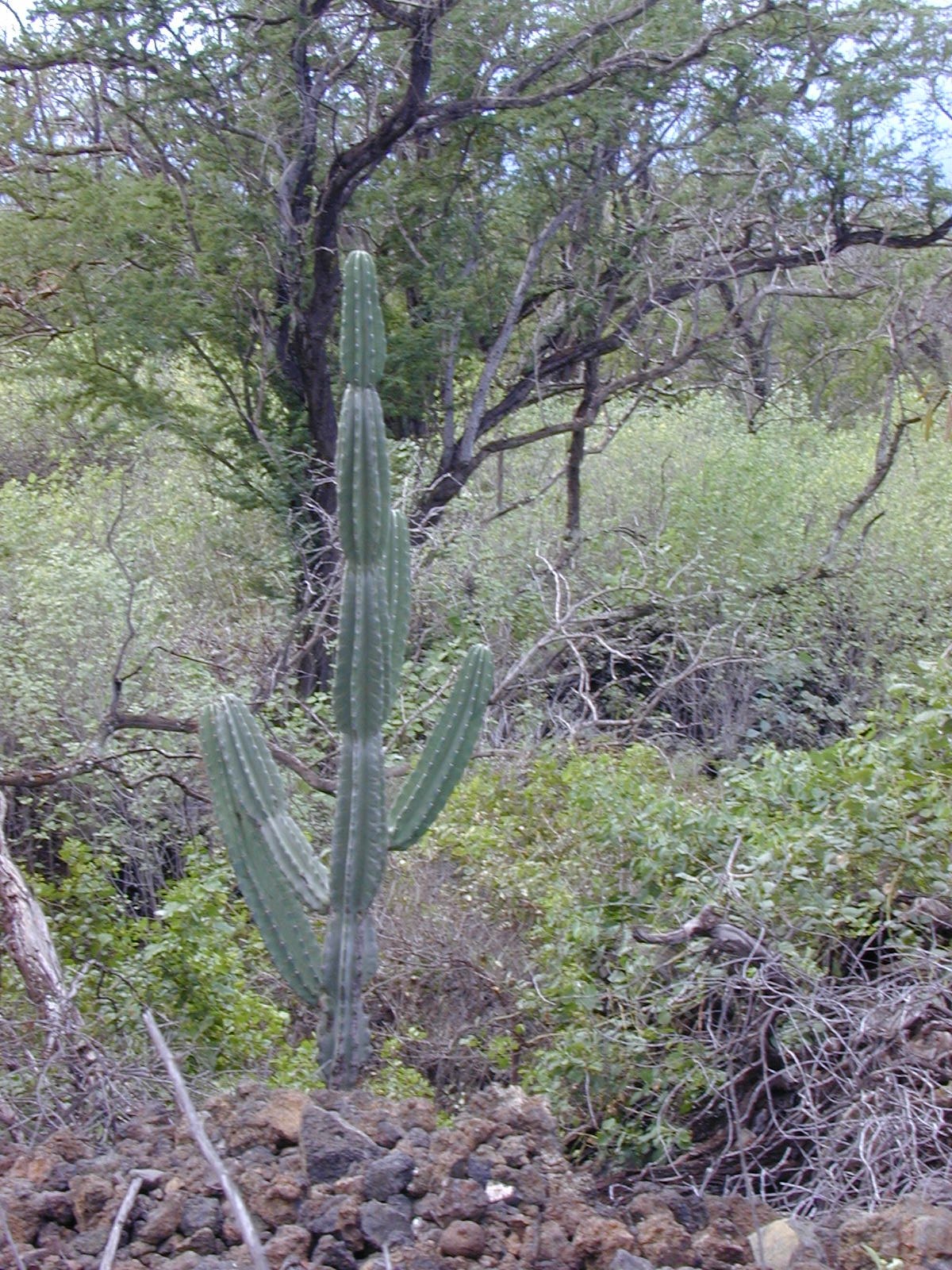
Cereus hildmannianus subsp. uruguayanus

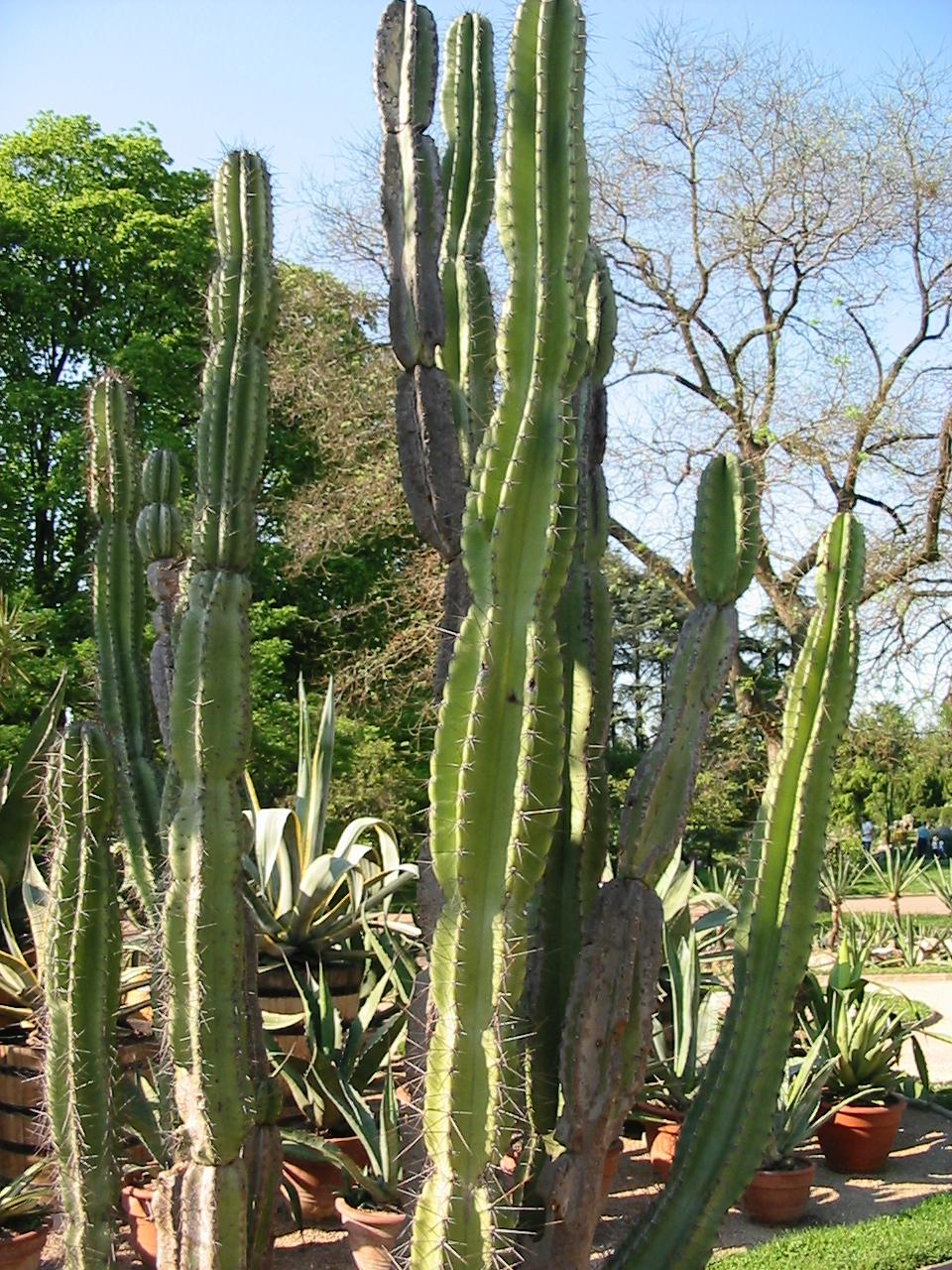
Cereus jamacaru

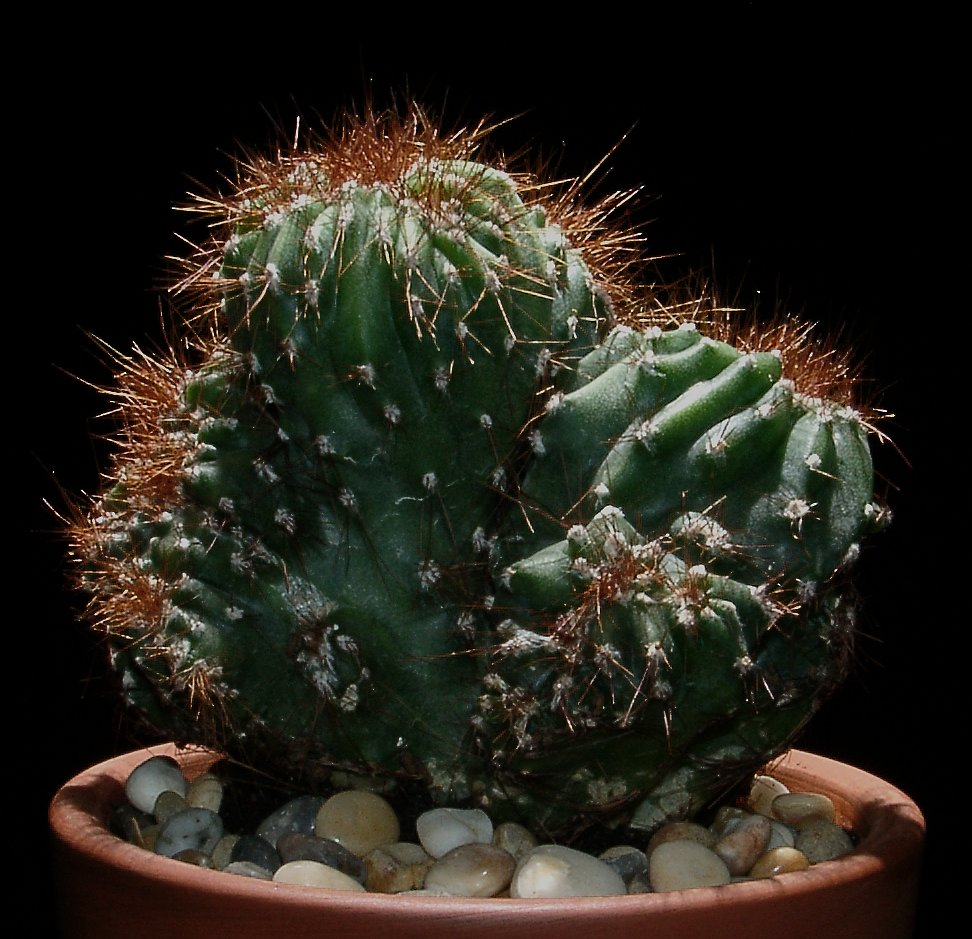
Eine monströse Form von Cereus jamacaru, ein „Felsenkaktus“

Cereus ist eine Pflanzengattung in der Familie der Kakteengewächse (Cactaceae). Der botanische Name (von lateinisch cera für Wachs oder Kerze) spielt sowohl auf die länglichen, „kerzengeraden“ Sprosse der zur Zeit der Namensgebung bekannten Arten als auch auf die ehemals gebräuchliche Bezeichnung „Fackeldisteln“ für Kakteen an.

## Beschreibung
Cereen bilden kleine Sträucher mit niederliegenden oder aufrechten, basal verzweigenden Sprossen und bis zu 15 m hohe Bäume mit großen Kronen, wobei fast alle möglichen Übergangsformen vertreten sind. Die (manchmal drei) vier bis zehn Rippen sind meist groß und stehen weit auseinander. Die auf den Rippen stehenden Areolen sind filzig bis wollig, selten stärker behaart und tragen meist nur relativ wenige, kurze und kräftige Dornen.
Die aus den Areolen entspringenden Blüten sind trichterförmig und bis zu 20 cm groß. Sie öffnen sich je nach Anpassung an die Bestäuber tagsüber (bei Vögeln) oder nachts (bei Fledertieren). Die inneren Blütenhüllblätter sind meist weiß bis cremefarben, selten gelb oder rosa, die äußeren Blütenhüllblätter sind rötlich. Ein typisches Merkmal, das Cereus von anderen Gattungen unterscheidet, ist, dass nach dem Verblühen und Abfallen der Blütenhülle der Griffel noch eine Zeit lang an der sich entwickelnden Frucht verbleibt. Die bei Reife saftigen Früchte sind grünlich oder häufig gelb oder rot, platzen auf und entlassen zahlreiche große, schwarze Samen.

## Systematik und Verbreitung
Die Gattung ist in Südamerika in den Staaten Argentinien, Bolivien, Brasilien, Guyana, Kolumbien, Paraguay, Peru, Uruguay, Venezuela und in der Karibik verbreitet.
Nach ihrer Aufstellung durch Philip Miller im Jahre 1754 war die Gattung Cereus ein Sammelbecken für alle säulenförmigen Kakteen, aus dem erst im Laufe der Zeit und mit fortschreitender Kenntnis der Pflanzen verschiedene weitere Gattungen hervorgingen. Etliche mit -cereus endende Gattungsnamen wie Armatocereus, Praecereus und Selenicereus erinnern noch daran.
Die Typusart der Gattung Cereus ist Cereus hexagonus.

### Systematik nach N.Korotkova et al. (2021)
Zur Gattung gehören die folgenden Arten:
- Cereus aethiops Haw.
- Cereus albicaulis (Britton & Rose) Luetzelb.
- Cereus ayisyen M.H.J.van der Meer[3][4]
- Cereus bicolor Rizzini & A.Mattos
- Cereus cochabambensis Cárdenas
- Cereus comarapanus Cárdenas
- Cereus estevesii P.J.Braun
- Cereus fernambucensis Lem.
  - Cereus fernambucensis subsp. fernambucensis
  - Cereus fernambucensis subsp. sericifer (F.Ritter) N.P.Taylor & Zappi
- Cereus forbesii C.F.Först.
- Cereus fricii Backeb.
- Cereus hankeanus F.A.C.Weber ex K.Schum.
- Cereus hexagonus (L.) Mill.
- Cereus hildmannianus K.Schum.
  - Cereus hildmannianus subsp. hildmannianus
  - Cereus hildmannianus subsp. uruguayanus (R.Kiesling) N.P.Taylor
- Cereus horrispinus Backeb.
- Cereus huilunchu Cárdenas
- Cereus insularis Hemsl.
- Cereus jamacaru DC.
  - Cereus jamacaru subsp. calcirupicola (F.Ritter) N.P.Taylor & Zappi
  - Cereus jamacaru subsp. jamacaru
- Cereus lamprospermus K.Schum.
  - Cereus lamprospermus subsp. colosseus (F.Ritter) P.J.Braun & Esteves
  - Cereus lamprospermus subsp. lamprospermus
- Cereus lanosus (F.Ritter) P.J.Braun
- Cereus mirabella N.P.Taylor
- Cereus mortensenii (Croizat) D.R.Hunt & N.P.Taylor
- Cereus phatnospermus K.Schum.
- Cereus pierre-braunianus Esteves
- Cereus repandus (L.) Mill.
- Cereus saddianus (Rizzini & A.Mattos) P.J.Braun
- Cereus spegazzinii F.A.C.Weber
- Cereus stenogonus K.Schum.
- Cereus tacuaralensis Cárdenas
- Cereus trigonodendron K.Schum. ex Vaupel
- Cereus vargasianus Cárdenas
- Cereus yungasensis A.Fuentes & Quispe[5]

Synonyme der Gattung sind Cirinosum Neck. (1790, nom. illeg.), Piptanthocereus (A.Berger) Riccob. (1909), Subpilocereus Backeb. (1938), Mirabella F.Ritter (1979) und Praepilosocereus Guiggi (2010).

### Systematik nach E.F.Anderson/Eggli (2005)
Zur Gattung Cereus gehören folgende Arten:
- Untergattung Cereus
  - Cereus argentinensis Britton & Rose = Cereus stenogonus K.Schum.
  - Cereus bicolor Rizzini & A.Mattos
  - Cereus braunii Cárdenas =? Cereus lamprospermus K.Schum.
  - Cereus cochabambensis Cárdenas
  - Cereus comarapanus Cárdenas
  - Cereus fernambucensis Lem.
    - Cereus fernambucensis subsp. fernambucensis
    - Cereus fernambucensis subsp. sericifer (F.Ritter) N.P.Taylor & Zappi

  - Cereus hankeanus F.A.C.Weber ex K.Schum.
  - Cereus hexagonus (L.) Mill.
  - Cereus hildmannianus K.Schum.
    - Cereus hildmannianus subsp. hildmannianus
    - Cereus hildmannianus subsp. uruguayanus (F.Ritter ex R.Kiesling) N.P.Taylor

  - Cereus insularis Hemsl.
  - Cereus jamacaru DC.
    - Cereus jamacaru subsp. jamacaru
    - Cereus jamacaru subsp. calcirupicola (F.Ritter) N.P.Taylor & Zappi
    - Cereus jamacaru subsp. goiasensis (F.Ritter) P.J.Braun & Esteves = Cereus jamacaru DC.

  - Cereus lamprospermus K.Schum.
    - Cereus lamprospermus subsp. lamprospermus
    - Cereus lamprospermus subsp. colosseus (F.Ritter) P.J.Braun & Esteves

  - Cereus lanosus (F.Ritter) P.J.Braun
  - Cereus pachyrhizus K.Schum.
  - Cereus pierre-braunianus Esteves
  - Cereus roseiflorus Speg. = Cereus stenogonus K.Schum.
  - Cereus stenogonus K.Schum.
  - Cereus tacuaralensis Cárdenas
  - Cereus trigonodendron K.Schum. ex Vaupel
  - Cereus validus Haw. = Cereus hildmannianus K.Schum.
  - Cereus vargasianus Cárdenas

- Untergattung Ebneria (Backeb.) D.R.Hunt
  - Cereus adelmarii (Rizzini & A.Mattos) P.J.Braun = Cereus phatnospermus K.Schum.
  - Cereus aethiops Haw.
  - Cereus estevesii P.J.Braun
  - Cereus haageanus (Backeb.) N.P.Taylor = Cereus spegazzinii F.A.C.Weber
  - Cereus kroenleinii N.P.Taylor = Cereus phatnospermus K.Schum.
  - Cereus phatnospermus K.Schum.
  - Cereus saddianus (Rizzini & A.Mattos) P.J.Braun (Einordnung unsicher)
  - Cereus spegazzinii F.A.C.Weber

- Untergattung Mirabella (F.Ritter) N.P.Taylor
  - Cereus albicaulis (Britton & Rose) Luetzelb.
  - Cereus mirabella N.P.Taylor

- Untergattung Oblongicarpi (Croizat) D.R.Hunt & N.P.Taylor
  - Cereus fricii Backeb.
  - Cereus horrispinus Backeb.
  - Cereus huilunchu Cárdenas
  - Cereus mortensenii (Croizat) D.R.Hunt & N.P.Taylor
  - Cereus repandus (L.) Mill.

Synonyme der Gattung sind Cirinosum Neck. (1790, nom. illeg.), Piptanthocereus (A.Berger) Riccob. (1909, nom. illeg.), Subpilocereus Backeb. (1938) und Mirabella F.Ritter (1979).

## Nachweise

## Weiterführende Literatur
- Fernando Faria Franco, Gislaine Angélica Rodrigues Silva, Evandro Marsola Moraes, Nigel Taylor, Daniela Cristina Zappi, CecÝlia Leiko Jojima, Marlon Câmara Machado: Plio-Pleistocene diversification of Cereus (Cactaceae, Cereeae) and closely allied genera. In: Botanical Journal of the Linnean Society. Band 183, Nr. 2, 2017, S. 199–210 (doi:10.1093/botlinnean/bow010).